# 意見の自由市場
意見の自由市場（いけんのじゆうしじょう、marketplace of ideas）は、経済学概念としての自由市場への類推に基づく、表現の自由の理論的根拠。意見の自由市場は、自由で透明性のある公の議論による意見の競争から真理が浮かび上がると考えており、意見とイデオロギーは、その優劣と国民の間で広く受け入れられるかどうかに応じて選別されると結論付けている。この概念は、多くの場合、専売特許の議論だけではなく、報道の自由や自由民主主義におけるメディアの責任にも適用される。「marketplace of ideas」は、思想の自由市場、言論の自由市場などと訳される。

## 歴史
対立する意見との活発な議論を支持する思想は、1644年のジョン・ミルトンの作品『言論・出版の自由 アレオパジティカ』と、1859年のジョン・スチュアート・ミルの作品『自由論』に見られる。表現の自由は真実に繋がるため容認されるべきであるという一般的な考えには長い歴史がある。イギリスの詩人ジョン・ミルトンは、「自由で開かれた会戦」の結果真実が勝つため、表現を制限する必要はないと示唆した。トーマス・ジェファーソン大統領は、「誤った意見と戦う理由が自由に残されている場合」は容認するのが安全であると主張した。
宗教などの信念が意見と見なされる場合、意見の自由市場の概念は、国教を強制したり、他の信念を禁止したりするのではなく、宗教の自由市場を支持する。この意味で、それは信教の自由の論理的根拠を提供する。

## 信頼性への疑念
近年では、思想の自由市場の存在について疑問が投げかけられている。何人かの学者は、「思想が生まれ議論が交わされる過程」と「より伝統的な財が生産、消費される過程」との間の違いを指摘している。また、宗教に適用される思想の自由市場の考え方は、「公平な競争条件を誤って仮定している」と論じられてきた。さらに、一部の学者は、言論の自由論者が「思想の自由市場」の考え方に依拠しているのかについても疑問を持っており、言論の自由の重要性に対する他の理由を提示している。